# Келлер, Фердинанд (художник)
Фердинанд Ке́ллер (нем. Ferdinand Keller; 5 августа 1842, Карлсруэ — 8 июля 1922, Баден-Баден) — немецкий художник эпохи грюндерства.

## Биография
Отец Фердинанда Йозеф Келлер был инженером-строителем и в 1857 году был приглашён на работу в Бразилию. 15-летний Фердинанд вместе со старшим братом Францем сопровождал отца в комнадировке. В Бразилии, где Келлеры прожили четыре года, Фердинанд увлёкся рисованием. 
По возвращении из Бразилии Фердинанд Келлер в 1862 году поступил в Художественную школу в Карлсруэ и учился у Иоганна Вильгельма Ширмера, занимавшего тогда должность директора школы. После смерти Ширмера в 1863 году Келлер продолжил учёбу под руководством Людвига де Кудре. Недовольный результатами учёбы, Келлер в 1864 году брал частные уроки в мастерской Ганса Канона. В 1866 году Фердинанд Келлер отправился в образовательную поездку по Швейцарии и Франции. В 1867—1869 годах Келлер жил в Риме, где познакомился с Ансельмом Фейербахом. Келлер и Фейербах держали свои мастерские в одном доме.
В 1870 году Фердинанд Келлер был назначен преподавателем портретной и исторической живописи в Академии художеств в Карлсруэ. В 1873 году получил звание профессора, среди его учеников были Карл Гейст и Генрих Клей. В 1880—1913 годах Келлер занимал должность директора Академии художеств. Умер в 79 лет в Баден-Бадене.
Первый крупный успех пришёл к Келлеру в 1867 году с историческим полотном «Смерть короля Филиппа II Испанского». В многочисленных монументальных картинах Келлер восхвалял исторические, династические и культурные события в жизни Германии и Бадена. Картина «Апофеоз кайзера Вильгельма I» размером пять на семь метров была создана Келлером в 1888 году и спустя год приобретена кайзером Вильгельмом II. Работы Фердинанда Келлера украшают залы Баденского государственного театра и дрезденской Оперы Земпера. Другие известные работы художника — «Нерон, любующийся пожаром Рима» (1873), «Победа маркграфа Людвига Вильгельма Баденского над турками в битве при Сланкамене в 1691 году» и «Геро и Леандр» (1880).

## Галерея
- Фридрих I И Луиза Баденские, 1906, Музей земли Баден, Карлсруэ
- Кайзер Вильгельм II, 1904
- Аллея вздохов, 1901
- Селена, поверженная Аргусом (сцена из романа романа «Император» Георга Эберса).
- Эпитафия Бёклину, между 1901 и 1902, Кунстхалле (Карлсруэ)
- Пейзаж побережья вблизи Рио-де-Жанейро, 1864, Кунстхалле, Карлсруэ
- Амазонка
- Победа маркграфа Людвига Вильгельма Баденского над турками в битве при Сланкамене в 1691 году. 1879, Кунстхалле, Карлсруэ